# Alte Abdeckerei
Alte Abdeckerei ist eine surrealistische Erzählung von Wolfgang Hilbig, die 1990 nach Aufzeichnungen aus den Jahren um 1980 geschrieben wurde und 1991 in Frankfurt am Main erschien.
Thomas Rosenlöcher würdigt die erzählerische Leistung des Autors, indem er auf den süßlichen Gestank in der Abdeckerei – dieser „Außenstelle der Unterwelt“ – eingeht: Der anonyme Protagonist erlebe nicht „das Beschriebene außerhalb seiner selbst, sondern… der herrschende Geruch scheint zum Eigengeruch zu werden.“

## Titel
Als Schuljunge stromert der Erzähler durch eine Industriebrache nahe bei seinem Heimatort. Diese stillgelegte Brikettfabrik ist nach der dort ebenfalls stillgelegten Braunkohlentiefbaugrube Germania II benannt. Inmitten der Ruinen, in einem „halb verfallenen Backsteingebäude“, wird eine Abdeckerei nach einer Technologie aus dem Jahr 1920 betrieben.

## Form
Ingo Schulze möchte in seinem Nachwort, den nicht abgeschlossenen Textcharakter betonend, an Stelle einer Handlung lieber von einer „Abfolge außerordentlicher Situationen sprechen“.
Der Erzähler schert sich nicht um das Gesetz von der linear ablaufenden erzählten Zeit. Dazu zwei Beispiele. Im ersten nähert sich der marschierende Erzähler als Kind beziehungsweise Jugendlicher mehrfach den „zerstörten Industrieanlagen“, inmitten derer in der Alten Abdeckerei munter produziert wird. Plötzlich wird der Leser mit dem Satz vor den Kopf gestoßen, in dem der Erzähler von seinem Haustürschlüssel spricht, den er „schon seit fünfundzwanzig Jahren in der linken Jackentasche“ trage. Im zweiten Beispiel wird von der Höllenfahrt der Germania II erzählt. Zunächst findet der marschierende Erzähler das Ergebnis, also das riesige Erdloch, vor. Darauf berichtet er von dem Vorgang; dem furchtbaren Getöse, unter dem das Erdreich über den „ausgedienten Schächten“ absackt. Es läuft kein simpler Stolleneinbruch ab. Bei Wolfgang Hilbig saugt ein Leviathan Feuer und Wasser zugleich durch seinen Rachen. Der Leser hat richtig gelesen, Feuer, denn die Abdeckerei wird während des Produzierens verschlungen. In solchem erzählerischen Kunterbunt wird manches möglich. „Rampe“, „Osteuropa“ und „Tausendjähriges Reich“ können dazu führen, „daß man [dann in Gedanken] unter die Waggondächer von Viehtransporten“ gerät. Auf solche Assoziationen im Leserhirn hat Wolfgang Hilbig augenscheinlich gesetzt. Die Überschrift von Hajo Steinerts Besprechung vom 22. März 1991 (siehe unten unter Rezeption) könnte zum Beispiel aus solcher Gedankenverbindung hervorgegangen sein.

## Inhalt
In dem stellenweise angeschnittenen unappetitlichen Themenkreis der Produktion von Grundstoffen zur Fabrikation von Schmierseife beziehungsweise Waschpaste aus Tierkadavern wird hier nicht weiter herumgerührt. Abgestoßen durch die üblen Gerüche aus der Abdeckerei hatte der Erzähler Jahrzehnte zur Annäherung an die Fabrik gebraucht. Fast täglich nachmittags und immer allein war er in Richtung Bahnlinie, hinter der versteckt in der Abdeckerei produziert wurde, durch Gebüsch vorgedrungen und stets vor dem Ziel umgekehrt. Bereits als Jugendlicher hatte der Erzähler unglaubliche Gründe für den Vormarsch gesucht und gefunden: Den Berufswunsch Gärtner wollte der Schuljunge verwirklichen; wollte dort arbeiten. Die Ausreden für sein ständiges abendliches Fernbleiben waren ihm zu Hause nicht abgenommen worden. Eigentlich kann der einsame Wanderer in Todesnähe – sein Ich scheint von den vergifteten Pflanzen um die Abdeckerei vergiftet – sich nicht erklären. Denn über Verschwundenes kann nur mit Sprachlosigkeit geantwortet werden.
Nun als Erwachsener macht sich der Erzähler – wieder an einem Herbstnachmittag – auf und bietet dem Leser einen Showdown vom Untergang der Alten Abdeckerei, diesem „riesigen Lager von Gestank“. Das heißt, die Katastrophe ist bereits geschehen, als der Erzähler gegen das kreisrunde Loch „von ein paar hundert Meter Durchmesser“ durch „Gräser und Gestrüpp“ vormarschiert. Ein „riesenhafter Mond“ steigt auf und beleuchtet die Szene; genauer, „sein Leuchten“ [erreicht] „nicht mehr den Erdgrund, der Boden war abgestürzt.“

## Rezeption
Äußerungen nach dem Erscheinen im Jahr 1991
- 2. März: Walter Hinck in der FAZ: In der Tiefe saugt ein Leviathan Feuer und Wasser.
- 21. März: Hans-Jürgen Schmitt in der Süddeutschen Zeitung: Heftige Suchbewegungen im sächsischen Urgestein.
- 22. März: Martin Lüdke behauptet in der Zeit unter dem Titel Rauschen in Meuselwitz: Wolfgang Hilbig gehöre „zu den bedeutendsten Dichtern deutscher Sprache.“[15]
- 22. März: Hajo Steinert im Rheinischen Merkur (Christ und Welt): Endstation Rampe.
- 29. März: Martin Hielscher im Deutschen Allgemeinen Sonntagsblatt: Landschaft der toten Seelen.
- 30. März: Ralph-Rainer Wuthenow fragt in der Frankfurter Rundschau unter der Überschrift Landschaften, Untergänge: „ist eine Prosa von solchem Range schon geschrieben worden?“[16]
- 19. April: Tobias Gohlis in der Stuttgarter Zeitung: Keine Ariadne.
- 24. April: Hartmut Lange in der Zeit: Und die Fledermaus ist Zeuge.
- 26. April: Barbara Meyer in der Neuen Zürcher Zeitung: Einverleibung der Vergangenheit.
- 26. April: Marion Titze schreibt im Freitag unter dem Titel …und Seiten, die so peinigend sind: „…es gibt nun einmal Bücher, die lassen sich nicht feiern. Die werden uns nicht geschenkt, die werden uns aufgebürdet.“[17]
- 16. Juni: Klaus J. Ramm im Tagesspiegel: Schlachthof, Leichenhaus, Giftküche.
- 31. August: Adolf Endler zählt im Deutschlandfunk den Text zu den „Höllenbüchern“[18] des 20. Jahrhunderts als da sind Locus Solus, Der Prozeß, Naked Lunch und Die Enden der Parabel. Diese verweigerten dem Leser jedweden Trost und verzichteten auf alle ‚Sinngebung‘.[19]
- Jürgen P. Wallmann im Deutschland Archiv, Heft 7, S. 770: Ein Meisterwerk.
- Karl Krieg im Passauer Pegasus, Nr. 17, S. 81: Wolfgang Hilbig: Alte Abdeckerei.

Spätere Äußerungen
- Den Grund für seine jahrzehntelange nachmittägliche Wanderschaft in Richtung Alte Abdeckerei teilt der Erzähler nicht mit. Dahlke schreibt dazu: „Der Erzähler spürt einen Zwang, zum vergessenen Kindheitswissen zurückzukehren, umso mehr, als seine Umgebung nichts wissen will.“[20] Ingo Schulze[21] benennt diese Umgebung mit dem Niemand[A 3] und schlägt eine Brücke zu Odysseus (dessen Name Niemand bedeutet). Niemand will etwas gewusst haben. Und doch: „Sie [Niemands Sippe[22]] wußten es.“[23]
- Mit zwei knappen Sätzen trifft Hinck ins Innerste des labyrinthischen Konstrukts: „Der Prosatext läßt das Daseinsgefühl, in einer unterminierten Welt zu leben, zur bestürzenden literarischen Erfahrung werden.“[24] Und er wiederholt Adolf Endlers Statement vom August 1991 (siehe oben): „Allen direkten Bedeutungszuweisungen widersetzt sich der Text.“[25] Den letzten Merksatz hat Hinck den Interpreten ins Stammbuch geschrieben, die jene Alte Abdeckerei als so etwas wie die sang- und klanglos untergegangene DDR sehen möchten.[26] Indem Jürgen P. Wallmann am 17. August 1991 in der Saarbrücker Zeitung die „sprachgewaltige Alptraumprosa“ als „furiosen Monolog“ lobt, träfe er den resümierenden Ton fast aller 1991er Rezensenten.[27] Hingegen habe Marcel Reich-Ranicki im Mai 1991 im ZDF den Text als „unerhört adjektivreich“ sowie als „geschwätzige Poetisierung der deutschen Vergangenheit“ diskreditiert.[28] Hinck erwähnt noch zwei Kritiker: Hartmut Lange (siehe oben) und Thomas Rosenlöcher[A 4]. Letzterer nennt – bei aller kollegialer Bewunderung – die Geschichte „eine Zumutung“[29] und entdeckt Pathos.[30] An die Adresse der oben genannten Interpreten schreibt Rosenlöcher: „Müßig… zu fragen, ob Germania II etwa die DDR bedeute: Das Totenreich meint alles, selbst die DDR. Und wie alle tausendjährigen Reiche ins Totenreich abrasseln, werden auch die jetzigen Staaten ins Totenreich abrasseln.“[31]
- In ihrer Dissertation anno 1995 geht Bärbel Heising in dem Kapitel Die Mottos: Gleichzeitigkeit von Vormoderne und Moderne[32] einem Hinweis Barbara Meyers (Rezension anno 1991 siehe oben) zu dem Doppelzitat aus Finnegans Wake auf den Grund: „Oystrygods (Ostgoten)[33] gaggin fishygods (Westgoten)“[34] verweise auf das Getöse während des Kampfes Attilas gegen Aëtius im Jahr 451 auf den Katalaunischen Feldern.[35] Von Getöse ist bei Wolfgang Hilbig während des Stolleneinbruchs die Rede. Heising geht den anderen – teilweise wortkargen – Anspielungen nach und vermutet bei dem Wort „Firma“[36] in dem oben genannten Backsteingebäude einen Stützpunkt des MfS.[37] Peter Demetz warnt vor solcher „wechselseitige[r] Durchdringung der historischen Schichten“.[38] Der Text wolle nicht „als politisch-historische Gleichnisdichtung verstanden werden.“[39] Wolfgang Hilbig umgehe „jede entschiedene Bedeutungsfixierung“.[40]
- Heising geht auf zwei Lesarten des Textes ein – als Apokalypse[41] nach Jesaja[42] und als „Sturz in den Mahlstrom“[43] frei nach Edgar Allan Poe.[44]
- Der verheerende Stolleneinbruch bestätige Rimbauds Postulat von der Entstehung der „Schönheit aus der Schändung“[45].
- Eckart zu Wolfgang Hilbigs Umgang mit manchem Substantiv: Mitunter reiße er eines „von allem Sinn“ los.[46]

### Textausgaben
- Wolfgang Hilbig: Alte Abdeckerei. Erzählung. S. Fischer, Frankfurt am Main 1991, ISBN 3-10-033608-9. 116 Seiten (Erstausgabe).
- Wolfgang Hilbig: Alte Abdeckerei. S. 113–202 in Jörg Bong (Hrsg.), Jürgen Hosemann (Hrsg.), Oliver Vogel (Hrsg.): Wolfgang Hilbig. Werke. Band Erzählungen: Die Weiber. Alte Abdeckerei. Die Kunde von den Bäumen. Mit einem Nachwort von Ingo Schulze. S. Fischer, Frankfurt am Main 2010, ISBN 978-3-10-033843-3.[A 5]

### Sekundärliteratur
- Jan Strümpel: Bibliographie zu Wolfgang Hilbig. S. 93–97 in Heinz Ludwig Arnold (Hrsg.): Text+Kritik. Heft 123. Wolfgang Hilbig. München 1994, ISBN 3-88377-470-7
- Thomas Rosenlöcher: Der Text von unten. 11 Kapitel zu Wolfgang Hilbig. Anläßlich seiner Erzählung „Alte Abdeckerei“. S. 75–85 in Uwe Wittstock (Hrsg.): Wolfgang Hilbig. Materialien zu Leben und Werk. Fischer Taschenbuch Verlag, Frankfurt am Main 1994, ISBN 3-596-12253-8
- Walter Hinck: Katakomben der Geschichte. Zu der Erzählung „Alte Abdeckerei“. S. 180–189 in Uwe Wittstock (Hrsg.): Wolfgang Hilbig. Materialien zu Leben und Werk. Fischer Taschenbuch Verlag, Frankfurt am Main 1994, ISBN 3-596-12253-8
- Gabriele Eckart: Sprachtraumata in den Texten Wolfgang Hilbigs. in Richard Zipser (Hrsg.): DDR-Studien, Bd. 10. Peter Lang, Frankfurt am Main 1996, ISBN 0-8204-2645-8
- Bärbel Heising: “Alte Abdeckerei” - Intertextualität als Gedächtnis. S. 143–175 in: „Briefe voller Zitate aus dem Vergessen“. Intertextualität im Werk Wolfgang Hilbigs. (Bochumer Schriften zur deutschen Literatur, Martin Bollacher (Hrsg.)), Hans-Georg Kemper (Hrsg.), Uwe-K. Ketelsen (Hrsg.), Paul Gerhard Klussmann (Hrsg.) Peter Lang, Frankfurt am Main 1996 (Diss. Bochum 1995), ISBN 3-631-49677-X
- Sylvie Marie Bordaux: Literatur als Subversion. Eine Untersuchung des Prosawerkes von Wolfgang Hilbig. Cuvillier, Göttingen 2000 (Diss. Berlin 2000), ISBN 3-89712-859-4
- Jens Loescher: Mythos, Macht und Kellersprache. Wolfgang Hilbigs Prosa im Spiegel der Nachwende. Editions Rodopi B.V., Amsterdam 2003 (Diss. Berlin 2002), ISBN 90-420-0864-4
- Birgit Dahlke: Wolfgang Hilbig. Meteore Bd. 8. Wehrhahn Verlag, Hannover 2011, ISBN 978-3-86525-238-8